# 汗孔角化症
汗孔角化症（かんこうかくかしょう、porokeratosis）は、皮膚病の一つ。皮膚に貨幣状の丸い、がさがさした発疹が全身に散在して出現する。常染色体優性遺伝であるが、弧発例が多く両親にこの症状がない場合もある。青年男子に好発する。有棘細胞癌・Bowen病・基底細胞癌が発疹部よりできることがある。根本的に治癒しないが、見た目の問題もあるため、外用剤などで皮疹のコントロールを行う患者が多い。
なお、放射線・紫外線で発疹が悪化するため、注意が必要である。よって、乾癬と異なり紫外線療法は禁忌である。